# Kjetil Juul Pedersen
Kjetil Juul Pedersen (ur. 24 września 1973) – norweski biegacz narciarski, dwukrotny medalista mistrzostw świata juniorów. Po raz pierwszy na arenie międzynarodowej pojawił w marcu 1993 roku, startując na mistrzostwach świata juniorów w Harrachovie. Zdobył tam złote medale w sztafecie i w biegu 30 km techniką dowolną. W Pucharze Świata zadebiutował 11 lutego 1995 roku w Oslo, zajmując 49. miejsce na dystansie 50 km stylem klasycznym. Nigdy nie zdobył pucharowych punktów. Nigdy też nie wziął udziału w mistrzostwach świata ani igrzyskach olimpijskich.

## Osiągnięcia

### Mistrzostwa świata juniorów
| Miejsce | Dzień   | Rok  | Miejscowość | Konkurs                 | Wynik     | Strata  | Zwycięzca           |
| ------- | ------- | ---- | ----------- | ----------------------- | --------- | ------- | ------------------- |
| 16.     | 2 marca | 1993 | Harrachov   | 10 km stylem klasycznym | 30:46,5   | +1:21,0 | Mathias Fredriksson |
| 1.      | 4 marca | 1993 | Harrachov   | Sztafeta                | 2:00:20,1 | -       | -                   |
| 1.      | 6 marca | 1993 | Harrachov   | 30 km stylem dowolnym   | 1:15:36,3 | -       | -                   |

### Puchar Świata

#### Miejsca w klasyfikacji generalnej
- sezon 1994/1995: -
- sezon 1995/1996: -
- sezon 1996/1997: -
- sezon 2000/2001: -
- sezon 2001/2002: -
- sezon 2003/2004: -

#### Miejsca na podium w zawodach chronologicznie
Pedersen nie stał na podium indywidualnych zawodów Pucharu Świata.